# Inferno (Lacrimosa)
Inferno is het vierde studioalbum van het Duitse muziekduo Lacrimosa. Het album is uit het Gothic Rock-genre, en werd uitgebracht in 1995.
De zanger is Tilo Wolff en de zangeres Anne Nurmi.

## Tracklist
1. "Intro" - 02:11
2. "Kabinett der Sinne" - 09:18
3. "Versiegelt Glanzumstramt" - 07:28
4. "No Blind Eyes Can See" - 09:16
5. "Schakal" - 10:13
6. "Vermachtnis der Sonne" - 04:09
7. "Copycat" - 04:56
8. "Der Kelch des Lebens" - 14:04